# Pitcairnovy ostrovy
Pitcairnovy ostrovy jsou zámořským územím Spojeného království. Jde o skupinu čtyř ostrovů v jižním Tichém oceánu. Pouze Pitcairnův ostrov, druhý největší ostrov, je trvale obydlen, a sice potomky vzbouřenců z lodi Bounty. Další ostrovy – Hendersonův, Ducie a Oeno – jsou neobydleny.
V současnosti Pitcairnův ostrov obývá 47 lidí.[zdroj?]

## Historie
Původními obyvateli ostrovů byli Polynésané, kteří zřejmě na ostrovech Pitcairn a Henderson žili po několik století. Ačkoli se archeologové domnívají, že Polynésané zde žili ještě v 15. století, byly ostrovy v době, kdy je objevili Evropané, neobydlené.
Ostrovy Ducie a Henderson mohly být objeveny portugalským mořeplavcem Pedrem Fernandesem de Queirósem v roce 1606, ačkoliv někteří historikové toto tvrzení zpochybňují. Ostrov Ducie byl znovuobjeven v roce 1791 britským kapitánem Edwardsem na palubě lodi HMS Pandora a ostrov pojmenoval po kapitánu královského námořnictva, lordu Ducie. K Británii byl připojen v roce 1902 a v roce 1938 byl zahrnut do administrativní jednotky Pitcairnovy ostrovy.
Ostrov Henderson byl znovuobjeven 17. ledna 1819 britským kapitánem Hendersonem na lodi Hercules patřící Britské východoindické společnosti. V roce 1938 byl ostrov připojen k Pitcairnovým ostrovům.
Ostrov Oeno byl objeven 26. ledna 1829 americkým kapitánem Georgem Worthem na velrybářské lodi Oeno. V roce 1902 byl Oeno připojen k Británii a v roce 1938 zahrnut do Pitcairnových ostrovů.

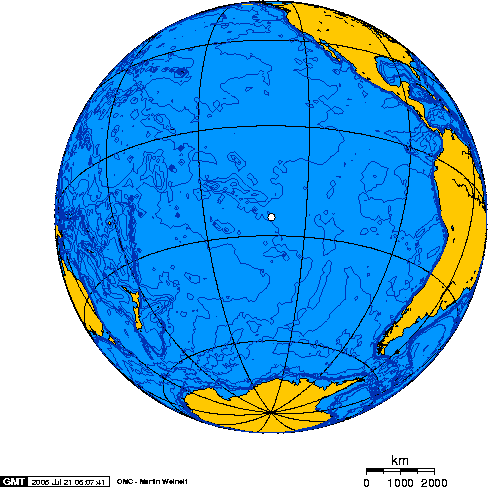
Pitcairnovy ostrovy v ortografické projekci, tj. v centru mapy

Sám ostrov Pitcairn byl objeven 3. července 1767 posádkou britské lodi HMS Swallow, vedené kapitánem Philipem Carteretem (ačkoliv podle některých pramenů byl snad ostrov navštíven už Quirosem v roce 1606). Byl pojmenován po skotském poddůstojníku Robertu Pitcairnovi, který ostrov jako první zahlédl a první vkročil na pevninu. Pitcairnovi bylo 15 let, pravděpodobně zemřel jako sedmnáctiletý při ztroskotání lodi na Madagaskaru.
V roce 1790 se na ostrově usadili vzbouřenci z lodi Bounty. Byli doprovázeni svými tahitskými společníky, z nichž někteří mohli být z Tahiti uneseni. Vzbouřenci po vylodění Bounty zapálili a její vrak je v zátoce Bounty Bay pod vodou stále viditelný. Vrak byl objeven v roce 1957 Luisem Mardenem. Ačkoliv osadníci byli schopni uživit se farmařením a rybařením, počáteční období bylo plné třenic mezi nimi. Alkoholismus, vraždy a nemoci stály život většinu mužů. Vzbouřenci John Adams a Ned Young se snažili vytvořit novou mírumilovnou společnost podle bible, kterou zachránili z lodi. Ned Young posléze zemřel na zápal plic a když byla společnost na ostrově nalezena americkou lodí Topaz, John Adams byl omilostněn za svoji účast na vzpouře.
Ostrov se v roce 1838 stal britskou kolonií. V 50. letech 19. století osídlení přerostlo možnosti ostrova a jeho vůdci žádali Británii o pomoc. Vláda jim nabídla ostrov Norfolk a 3. května 1856 na něj odplulo 193 lidí. Avšak po 18 měsících na Norfolku se 17 osadníků vrátilo zpět na Pitcairn a o pět let později dalších 27.
Největší počet obyvatel na Pitcairnu byl v roce 1937 – 233 obyvatel a kapacita ostrova, jeho úrodné půdy, přestávala tomuto počtu lidí stačit. Od té doby ostrov trpěl emigrací – především na Nový Zéland, a na Pitcairnu zůstalo asi 50 lidí.
V říjnu 2004 ostrůvkem otřásl skandál série sexuálních útoků; mezi obviněnými muži byl i tehdejší starosta Shawn Christian. Útoky byly směřovány na ženy i děti a sahaly zpět až do 70. let 20. století.

## Symboly
Pitcairnovy ostrovy, závislé území Spojeného království, užívá vedle britských symbolů i své vlastní.

### Vlajka
Vlajka Pitcairnových ostrovů je tvořena britskou modrou státní námořní vlajkou (Blue Ensign) o poměru stran 1:2 s pitcairnským vlajkovým emblémem (anglicky badge) ve vlající části.

### Znak
Znak Pitcairnových ostrovů je tvořen modrým štítem, do kterého je zespodu vsunutý zelený klín se žlutým lemováním. V něm je bible v bílé barvě a žlutá kotva. Nad štítem je helma, v klenbě je zelený trávník s pitcairnským kolečkem a větvička jambosy.

### Hymna
Hymnou Pitcairnových ostrovů, ale zároveň i Norfolku (závislého území Austrálie) je píseň Come Ye Blessed (česky Pojďte, požehnaní). Text písně je převzaty z Matoušova evangelia. Hudbu složil John Prindle Scott.

## Geografie

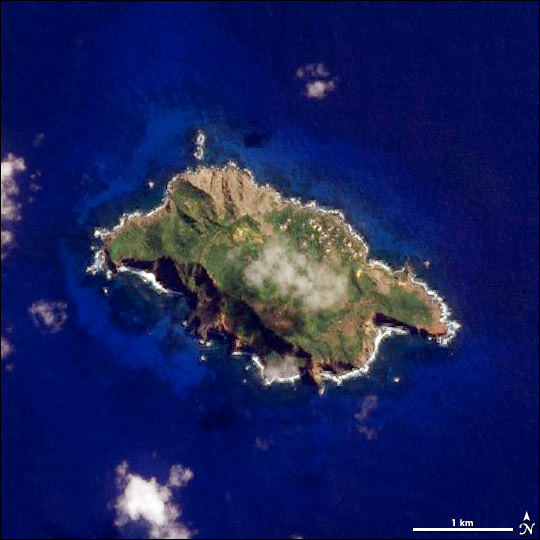
Satelitní snímek Pitcairnova ostrova

Pitcairnovy ostrovy se skládají ze čtyř ostrovů. Jsou to Henderson (skalnatý korálový ostrov), Pitcairn (ostrov s vyhaslou sopkou, úrodnou půdou a pramenitou vodou), Oeno a Ducie (atoly s velmi malou nadmořskou výškou).
Pitcairnovy ostrovy tvoří jihovýchodní výběžek souostroví Tuamotu ve Francouzské Polynésii. Patří sem čtyři ostrovy: Pitcairn, Oeno (atol s pěti ostrůvky), Henderson a Ducie (atol se čtyřmi ostrůvky).
Stálé osídlení je pouze na Pitcairnu, který je dostupný pouze lodí.
Ostrov Henderson tvoří asi 67 % celkové rozlohy ostrovů, avšak je obtížně přístupný kvůli vápencovým útesům. Ostrov je schopen uživit malou populaci, ale je neobydlen. Ostatní ostrovy leží dále než 100 km a jsou neobyvatelné.

## Ekonomika

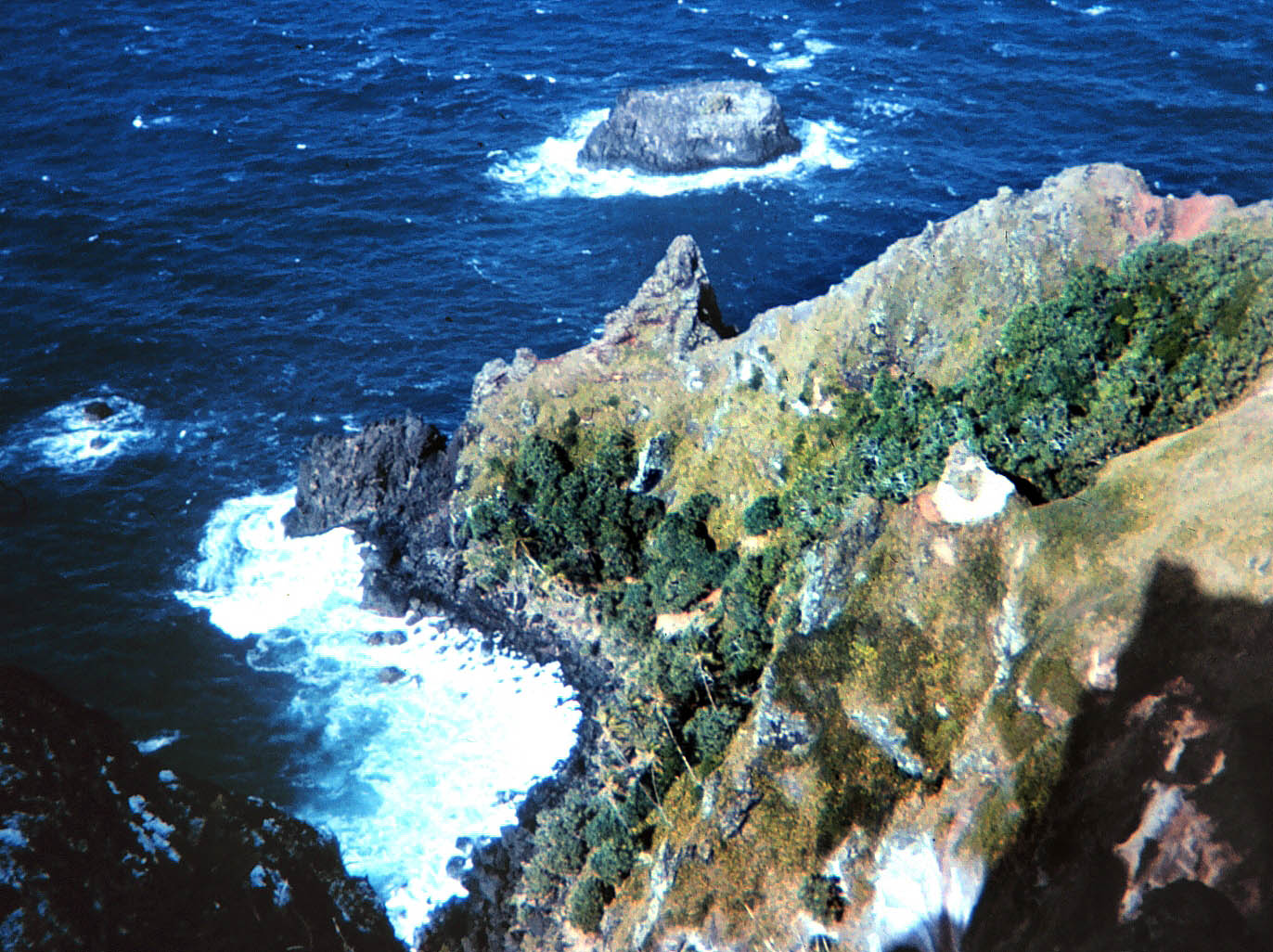
Ostrov Pitcairn

Úrodná půda v údolích na Pitcairnu umožňuje pěstování různých druhů ovoce a zeleniny, včetně citrusů, cukrové třtiny, banánů, papáji, ananasu, vodních melounů a jamů. Přesto jsou obyvatelé ostrova závislí především na rybolovu. Hlavním zdrojem příjmů je prodej poštovních známek sběratelům, prodej medu a prodej suvenýrů projíždějícím lodím, které jsou většinou na cestě ze Spojeného království na Nový Zéland (přes Panamský průplav). Obchod je omezen geografií ostrova, vybudování letiště ani přístavu není možné, veškeré zboží se převáží na člunech. Výjimečně přicházejí na břeh účastníci zájezdů expedičního typu.